# Trinitapoli
Trinitapoli ist eine italienische Gemeinde mit 13.715 Einwohnern (Stand 31. Dezember 2023) in der Provinz Barletta-Andria-Trani, Region Apulien. Die Gemeinde war vor 2008 Bestandteil der Provinz Foggia. Die Gemeinde liegt 5 m über dem Meeresspiegel.
Die Nachbarorte von Trinitapoli sind Barletta (BA), Cerignola, Margherita di Savoia, San Ferdinando di Puglia und Zapponeta.

## Geschichte
Der Ort wurde um 1600 von Hirten aus den Abruzzen gegründet, die mit ihren Herden auf Wanderschaft (Transhumanz) waren. Im Winter führten sie die Herden auf die Ebene von Capitanata. Zunächst errichteten sie hier Hütten aus Stroh. Schließlich entstand ein kleines Dorf, das Casale di Paglia (Strohhütte) genannt wurde. In der Nachbarschaft befand sich Salpi, eine größere Siedlung, die von ihren Bewohnern wegen der Ausweitung der Sümpfe in der Gegend aufgegeben werden musste. Viele von ihnen zogen nach Casale di Paglia und errichteten zwei Kirchen: San Giuseppe und Sant’Anna. Bald danach wurde die dritte Kirche errichtet, Santo Stefano. Sankt Stefan ist heute einer der Patrone des Ortes.

## Archäologie
Die ursprüngliche Besiedlung der Gegend begann aber schon viel früher. Die Hypogäen von Trinitapoli sind zwei bronzezeitliche Begräbnisstätten, in denen rund 400 Bestattete mit Grabbeigaben gefunden worden sind. Keramiken, Elfenbeinschnitzereien und Bernstein zeugen von Handelsbeziehungen mit den Kulturen der Ägäis und Verbindungen mit dem Ostseeraum. Im Nachbarort San Ferdinando di Puglia wurde ebenfalls ein Hypogäum ausgegraben.
In den 70er Jahren wurde am westlichen Ortsrand, nahe bei Canosa di Puglia, der früheren römischen Provinzhauptstadt Canusium, die Inschrift von Trinitapoli gefunden. Die Steintafel umfasst 34 Zeilen eines lateinischen Textes über die Organisation des spätrömischen Steuerwesens in der Zeit des Sextus Petronius Probus, der von 368 bis 375 n. Chr. Präfekt von Italien, Afrika und Illyrien war. Die Inschrift überliefert eine Verordnung des Kaisers Valentinian I., die bisher nicht aus den lateinischen Codices bekannt war.

## Bevölkerungsentwicklung
Trinitapoli zählt 4.894 Privathaushalte. Zwischen 1991 und 2001 stieg die Einwohnerzahl von 13.604 auf 14.448. Dies entspricht einem prozentualen Zuwachs von 6,2 %.